# Sisjan
Sisian – miasto w Armenii, w prowincji Sjunik. Według danych z 2022 roku liczy 14 300 mieszkańców; ośrodek przemysłowy.